# Hyphessobrycon condotensis
Hyphessobrycon condotensis är en fiskart som beskrevs av Regan, 1913. Hyphessobrycon condotensis ingår i släktet Hyphessobrycon och familjen Characidae. Inga underarter finns listade i Catalogue of Life.